# 三条実香
三条 実香（さんじょう さねよし/さねか）は、室町時代後期から戦国時代にかけての公卿。右大臣・三条公敦の子。官位は従一位・太政大臣。三条家15代当主。

## 経歴
長享元年（1487年）7月29日、叙従三位。永正4年（1507年）に内大臣（1507年 - 1515年）となる。
永正12年（1515年）12月26日、叙従一位。同年に右大臣（1515年 - 1518年）となる。天文4年（1535年）に太政大臣（1535年 - 1536年）となる。
天文6年（1537年）2月8日（9日?）に出家。永禄2年（1559年）、薨去。

## 系譜
- 父：三条公敦
- 母：不詳
- 妻：不詳
- 生母不明の子女
  - 男子：三条公頼
  - 女子：三条香子 - 伏見宮貞敦親王室、伏見宮邦輔親王母